# Almas del silencio
Almas del Silencio è il nono album del cantante portoricano Ricky Martin, pubblicato nel 2003.

## Tracce
1. Jaleo
2. Tal Vez
3. Jamás
4. Si Tú Te Vas
5. Nadie Más Que Tú
6. Besos de Fuego
7. Asignatura Pendiente
8. Juramento
9. Y Todo Queda en Nada
10. Si Ya No Estás Aquí
11. Raza de Mil Colores
12. Las Almas del Silencio
13. Jaleo (Spanglish) (bonus track)

## Classifiche
| Paese               | Posizione raggiunta |
| ------------------- | ------------------- |
| Argentina           | 3                   |
| Australia           | 21                  |
| Austria             | 28                  |
| Belgio (Fiandre)    | 34                  |
| Belgio (Vallonia)   | 29                  |
| Finlandia           | 9                   |
| Francia             | 35                  |
| Germania            | 17                  |
| Italia              | 3                   |
| Messico             | 5                   |
| Norvegia            | 6                   |
| Paesi Bassi         | 28                  |
| Portogallo          | 4                   |
| Spagna              | 2                   |
| Svezia              | 17                  |
| Svizzera            | 2                   |
| Stati Uniti         | 12                  |
| US Latin Pop Albums | 1                   |